# Cabañas de la Sagra
Cabañas de la Sagra é um município da Espanha na província de Toledo, comunidade autónoma de Castilla-La Mancha, de área 16 km² com população de 1739 habitantes (2006) e densidade populacional de 108,69 hab./km².

## Demografia
| Variação demográfica do município entre 1991 e 2004 | Variação demográfica do município entre 1991 e 2004 | Variação demográfica do município entre 1991 e 2004 | Variação demográfica do município entre 1991 e 2004 |
| --------------------------------------------------- | --------------------------------------------------- | --------------------------------------------------- | --------------------------------------------------- |
| 1991                                                | 1996                                                | 2001                                                | 2004                                                |
| 953                                                 | 1077                                                | 1312                                                | 1629                                                |